# Supertec
Supertec ist eine ehemalige Firma, die 1998 von Flavio Briatore gegründet und geleitet wurde und deren Zweck es war, ehemalige Formel-1-Motoren von Renault bzw. Mecachrome gegen eine Leasinggebühr von 15 Millionen Dollar pro Kunde für den Renneinsatz vorzubereiten. In den Jahren 1999 (Williams, B·A·R) und 2000 (Arrows) wurden verschiedene Formel-1-Teams mit V10-Aggregaten beliefert. Auch das italienische Benetton-Team fuhr 1999 und 2000 mit den Supertec-Triebwerken, benannte sie allerdings nach der Marke Playlife.
Im Jahr 1998 waren die ehemaligen Renault-Motoren, mit denen Williams 1997 die Weltmeisterschaft errungen hatte, von der französischen Zulieferfirma Mecachrome modifiziert und weiterentwickelt worden, nachdem sich Renault selbst offiziell zurückgezogen hatte.

## Motordaten

### Supertec FB01 (1999)
- 10-Zylinder-V-Motor
- 71° Zylinderwinkel
- 2997 cm³ Hubraum
- 15.800 min−1
- 121 kg Gewicht
- 623 mm Länge / 542 mm Breite
- ca. 780 PS

### Supertec FB02 (2000)
- 10-Zylinder-V-Motor
- 71° Zylinderwinkel
- 2998 cm³ Hubraum
- 15.800 min−1
- 117 kg Gewicht
- 623 mm Länge / 542 mm Breite
- ca. 780 PS

## Statistik
| Saison | Teams    | Fahrer (Pts)              | Grand Prix | Punkte | Siege | Zweiter | Dritter | Poles | schn. Runden |
| ------ | -------- | ------------------------- | ---------- | ------ | ----- | ------- | ------- | ----- | ------------ |
| 1999   | Williams | Alessandro Zanardi (–)    | 16         | 51     | -     | 2       | 2       | -     | 1            |
| 1999   | Williams | Ralf Schumacher (35)      | 16         | 51     | -     | 2       | 2       | -     | 1            |
| 1999   | Benetton | Giancarlo Fisichella (13) | 16         | 51     | -     | 2       | 2       | -     | 1            |
| 1999   | Benetton | Alexander Wurz (3)        | 16         | 51     | -     | 2       | 2       | -     | 1            |
| 1999   | B·A·R    | Jacques Villeneuve (–)    | 16         | 51     | -     | 2       | 2       | -     | 1            |
| 1999   | B·A·R    | Ricardo Zonta (–)         | 16         | 51     | -     | 2       | 2       | -     | 1            |
| 1999   | B·A·R    | Mika Salo (–)             | 16         | 51     | -     | 2       | 2       | -     | 1            |
| 2000   | Benetton | Giancarlo Fisichella (18) | 17         | 27     | -     | 1       | 2       | -     | -            |
| 2000   | Benetton | Alexander Wurz (2)        | 17         | 27     | -     | 1       | 2       | -     | -            |
| 2000   | Arrows   | Pedro de la Rosa (2)      | 17         | 27     | -     | 1       | 2       | -     | -            |
| 2000   | Arrows   | Jos Verstappen (5)        | 17         | 27     | -     | 1       | 2       | -     | -            |
| Gesamt | Gesamt   | Gesamt                    | 33         | 78     | -     | 3       | 4       | -     | 1            |